# 岱鳌山
岱鳌山，是位於安徽省庐江县、桐城市、枞阳县交界地帶的一座丘陵。北起庐江县西南部的乐桥镇，以東北－西南走向延伸至桐城、枞阳交界。最高峰为龙王顶，海拔270米，山形奇特，有如一头巨鳌，故得其名。全區奇岩怪石特多，有「皖中小桂林」之稱。

## 傳說
相传岱鳌山在上古时期为东海之稍，后来地壳变动，海滩上有只巨鳌变化成了岱鳌山。后来秦始皇大兴土木，广征劳役。天神怜惜万民，暗给造长城的民工每人一根红丝线。此后百姓干起活来就倍感轻松。秦始皇起疑拷问百姓缘由后，收缴所有红丝线，编成了“神鞭”用来赶山填海，所到之处无山不摧。在赶岱鳌山时，连抽三鞭，岱鳌山岿然不动，便留下了“三鞭子赶不动岱鳌山”的神话传说。岱鳌山依然矗立在那里，但神鞭却将岱鳌山抽出三个山口，这就是现在的大凹口，小凹口和杨梅山口。